# El Arenal (Ávila)
El Arenal ist ein zentralspanischer Ort und eine Gemeinde (Municipio) mit 978 Einwohnern (Stand: 2024) in der Provinz Ávila in der Autonomen Region Kastilien-León. 

## Lage und Klima
El Arenal liegt auf der Südseite der Sierra de Gredos am südwestlichen Rand der Provinz Ávila in einer Höhe von ca. 890 m. Die Entfernung nach Ávila beträgt knapp 69 km (Fahrtstrecke) in nordöstlicher Richtung. Die Gemeinde liegt inmitten des Regionalen Naturparks Parque Regional de la Sierra de Gredos. Das Klima ist gemäßigt bis warm; der Regen (ca. 759 mm/Jahr) fällt mit Ausnahme der trockenen Sommermonate übers Jahr verteilt.

## Bevölkerungsentwicklung
| Jahr      | 1970 | 1981 | 1991 | 2001 | 2011 | 2021 |
| Einwohner | 2085 | 1255 | 1154 | 1059 | 1027 | 942  |

## Sehenswürdigkeiten
- Kirche Mariä Himmelfahrt
- Marienkapelle

## Gemeindepartnerschaft
Mit der französischen Gemeinde Sabres im Département Landes (Neuaquitanien) besteht seit 1998 eine Partnerschaft.